# Национальная школа
Национальная школа — общеобразовательное  учреждение с полным или частичным использованием национального компонента, направленного на сохранение, развитие и пропаганду национального языка и национальной культуры как национального меньшинства, так и «большинства»; как коренного народа территории, на которой существует школа, так и не коренного. Чаще национальные школы создаются в поддержку языка и культуры именно коренного народа, находящегося под угрозой исчезновения или утраты родного языка и культуры, а также в поддержку нацменьшинства, желающего вдали от исторической родины сохранить родной язык и культуру.

## История
Национальная политика СССР 1920-30 годов дала хороший импульс системе образования — тогда на территории многих регионов СССР существовали национальные районы и даже национальные сельские советы, а при них национальные школы. Это давало значительные возможности для развития языков и культуры коренных народов и нацменьшинств.

## Научные исследования
На сегодняшний день существует мало информации о таком немаловажном инструменте в процессе развития языка и культуры исчезающих народов, как «национальная школа». В современной российской науке нет единого определения понятию «национальная школа», до конца не определена классификация типов школы с национальным элементом.

## Основные типы национальных школ
Можно выделить три (основных) типа национальных школ:
1. с полным погружением в национальный язык и культуру коренного народа или нацменьшинства (то есть все общеобразовательные предметы в школе читаются на национальном языке; с использованием или, приводя примеры из национальной культуры, истории, в случаях, когда это уместно);
2. с частичным погружением в язык и культуру (то есть на национальном языке коренного народа или нацменьшинства читаются некоторые общеобразовательные (чаще устные) предметы);
3. с использованием элементов национального языка и культуры (то есть общеобразовательные предметы читаются на государственном (официальном) языке; но в обучающем процессе используются элементы национальной культуры или языка коренного народа или нацменьшинства).

## Определение в законодательстве Чувашской Республики
В Концепции национальной школы Чувашской Республики в современной системе обучения и воспитания, утверждённой Постановлением Кабинета Министров Чувашской Республики от 1 июня 2000 г. № 109 и утратившей силу постановлением Кабинета министров Чувашской республики от 29 июня 2011 г. № 263 дано следующее определение национальной школы: «Национальная школа — это общеобразовательное учреждение, находящееся на территории Чувашской Республики в местах компактного проживания представителей разных национальностей, реализующее образовательные программы, основанные на принципе включения обучающихся в родную этнокультурную среду и содержащие соответствующий национально-региональный компонент». Впоследствии данное определение было уточнено в Законе от 8 января 1993 г. «Об образовании» в ред. Закона от 18 октября 2004 г., где национальным образовательным учреждением считается учреждение, реализующее образовательные программы, основанные на принципе включения обучающихся в родную этнокультурную среду и национальные традиции (ст. 12.2). В последней редакции Закона ЧР «Об образовании» понятие «национальная школа» отсутствует.

## Определение и классификация Г. Н. Волкова
Волков Г. Н. предлагал определять национальное общеобразовательное учреждение через язык преподавания, содержание образовательных программ и национальный состав обучающихся. Согласно этим критериям он выделял семь типов национальных школ в России:
1. Школы с преподаванием всех учебных предметов на родном (нерусском) языке. Действуют в республиках Татарстан и Башкортостан).
2. Школы с преподаванием на родном (нерусском) языке до 8 класса. Действуют в республиках Саха и Тыва).
3. Школы с преподаванием на родном (нерусском) языке на стадии начальной школы (до 3—4 класса включительно). Большинство национальных школ европейской части Российской Федерации.[уточнить]
4. Школы с преподаванием на родном (нерусском) языке в 1-2 классах. Это бурятские и мордовские школы, частично ненецкие и эвенкийские.
5. Школы с русским языком обучения, с преподаванием родного (нерусского) языка как учебной дисциплины. Это школы Дагестана и национальные школы целого ряда народов Северного Кавказа. К этой же группе можно отнести и школы народностей Крайнего Севера (с ограничением преподавания родного (нерусского) языка).
6. Городские и поселковые школы, где ведется факультативное преподавание родного (нерусского) языка по желанию родителей и учеников. Школы-интернаты с однородным нерусским составом учащихся, где родной (нерусский) язык не изучается (саами, отчасти и ханты, манси, эвенки, чукчи, ненцы, нивхи и др.).
7. Школы с однородным национальным (нерусским) составом учеников, где родной (нерусский) язык в учебно-воспитательной работе почти не используется. Это карельские школы и школы некоторых народностей Крайнего Севера, а также многочисленные национальные школы вне национальных регионов.